# Kenneth Preston (Segler)
Kenneth Huson Preston (* 19. Mai 1901 in Sevenoaks; † 6. Juni 1995 in Cirencester) war ein britischer Regattasegler.

## Biografie
Zusammen mit seinem Bruder Francis und seiner Frau Beryl nahm er an den Olympischen Sommerspielen 1936 in Berlin teil. Bei der Regatta in der 8-Meter-Klasse in Kiel belegte die Crew, der auch Robert Steele, Joseph Compton und John Eddy angehörten, den sechsten Rang. 16 Jahre später wurde er bei seiner zweiten Olympiateilnahme in Helsinki bei der Regatta in der 6-Meter-Klasse Neunter.